# Italian X-Rays
Italian X-Rays è il quattordicesimo album della Steve Miller Band, pubblicato dalla Capitol Records nel novembre del 1984.

## Tracce
Lato A
1. Radio 1 – 0:36 (Byron Allred)
2. Italian X Rays – 4:38 (Gary Mallaber, Steve Miller)
3. Daybreak – 2:40 (Byron Allred)
4. Shangri-La – 5:02 (Kenny Lee Lewis, Steve Miller)
5. Who Do You Love – 2:54 (Steve Miller, Tim Davis)
6. Harmony of the Spheres 1 – 1:44 (Byron Allred)

Lato B
1. Radio 2 – 0:36 (Byron Allred)
2. Bongo Bongo – 3:11 (Chris McCarty, Steve Miller)
3. Out of the Night – 3:46 (Steve Miller, Tim Davis)
4. Golden Opportunity – 3:32 (Gary Mallaber, Kenny Lee Lewis)
5. The Hollywood Dream – 3:48 (Byron Allred, Steve Miller)
6. One in a Million – 3:40 (Steve Miller)
7. Harmony of the Spheres 2 – 0:55 (Byron Allred)

## Musicisti
- Steve Miller - voce, chitarra, tastiere
- Byron Allred - tastiere
- Norton Buffalo - armonica
- Kenny Lee Lewis - basso, chitarra
- Gary Mallaber - batteria, percussioni